# Freden i Brömsebro

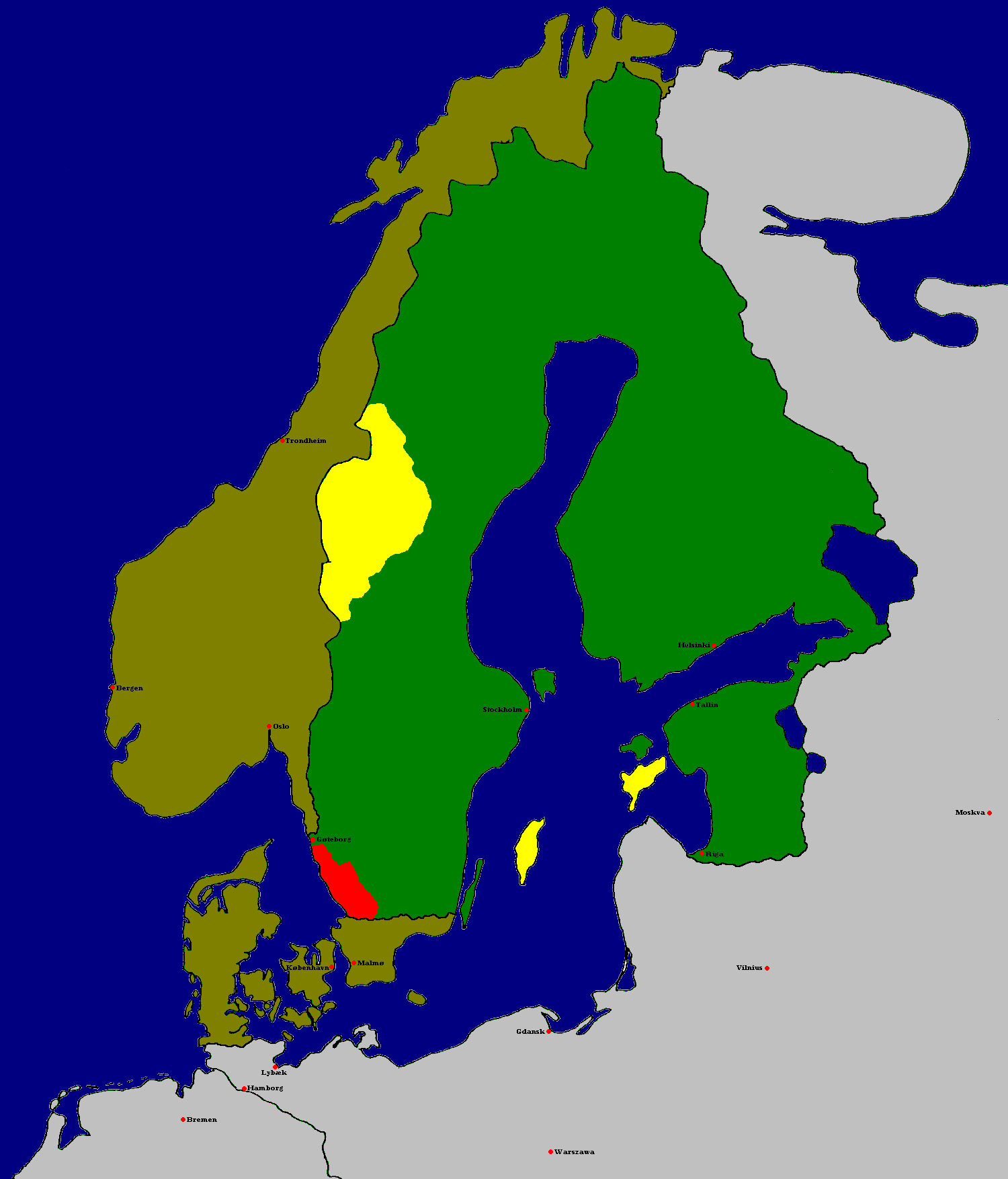
Sveriges territoriella vinster (gult) vid freden i Brömsebro. Halland (rött) erhölls på 30 år.

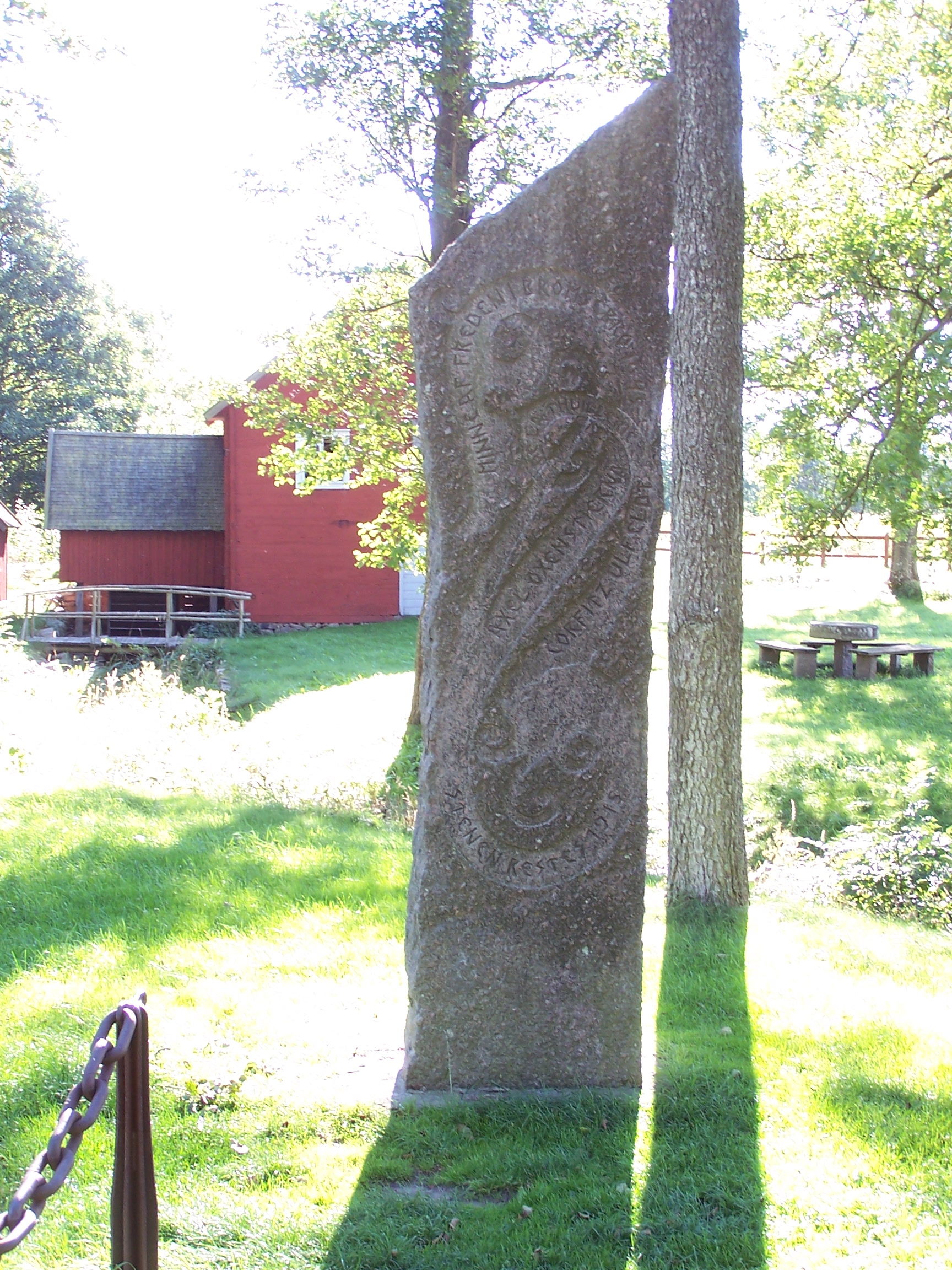
Fredsstenen vid Brömsebro, rest 1915 mitt på holmen i Brömsebäck. På stenen står "Minne af Freden i Brömsebro - de la Thuilerie - Axel Oxenstierna - Corfitz Ulfeldt - Stenen restes 1915".

Freden i Brömsebro avslutade den 13 augusti 1645 Torstensonska kriget, som inleddes 1643 mellan Sverige och Danmark-Norge under drottning Kristinas respektive Kristian IV:s av Danmark  regeringsperioder. 
Fredsförhandlingarna initierades av Frankrike som i januari 1644 skickat diplomaten Gaspard Coignet de La Thuilerie. Den 25 december detta år lyckades han få Sverige och Danmark-Norge att skriva under en traktat om att fredsförhandlingar skulle inledas vid Brömsebro i februari 1645. I förhandlingarna företräddes Sverige av Axel Oxenstierna och Danmark av Corfitz Ulfeldt. På plats fanns också utländska observatörer från Hansan, Portugal, Stralsund och Mecklenburg.
Det första mötet ägde rum den 8 februari 1645 vid gränsstenen på den lilla holme i  Brömsebäck, där Brömsebron leder över bäcken. Därefter skedde förhandlingarna genom att medlaren de la Thuilerie färdades av och an mellan svenskarnas inkvartering i Söderåkra och danskarnas inkvartering i Kristianopel, en sträcka på över 20 km fågelvägen. Den 13 augusti möttes kontrahenterna åter på holmen för utväxla den av kungarna godkända och underskrivna traktaten.
Efter sina framgångar i kriget ställde Sverige långtgående krav. Freden innebar att Danmark-Norge avträdde de norska landskapen Jämtland och Härjedalen, och de danska öarna Gotland och Ösel i Östersjön till Sverige. Sverige erhöll dessutom Halland under 30 år samt tullfrihet i Öresund, också för svenska besittningar på andra sidan Östersjön.
Idre och Särna socknar i Dalarna kom visserligen redan 1644 i svenska händer, men detta glömdes bort i fredstraktaten, och först i ett särskilt avtal 1751 formaliserades dessa socknars tillhörighet till Sverige. Representanter för Särna, Idre och Hede bygdelag skrev dock under drottning Kristinas trohetsed i Älvdalens prästgård redan den 21 november 1645.
Brömsebro var namnet på bron; någon ort med det namnet fanns inte förrän 1899. Det är därför egentligen riktigare att tala om freden vid Brömsebro.

## Andra historiska händelser i Brömsebro
Eftersom Brömsebro låg vid gränsen, träffades man ibland där för förhandlingar. Fördraget i Brömsebro slöts 1541 mellan Sverige och Danmark och innebar en allians mellan länderna.